# Équipe de Catalogne de futsal
Maillots
L’équipe de Catalogne de futsal (Selecció de futsal de Catalunya en catalan) est l'équipe de futsal de la Catalogne, communauté autonome d'Espagne. La sélection est contrôlée par la Fédération de Catalogne de football.
Pour la sélection féminine, voir l'Équipe de Catalogne  de futsal féminin.
La Fédération de Catalogne de futsal est membre de la Fédération internationale de futsal, de l'Association mondiale de futsal et de l'Union européenne de futsal.

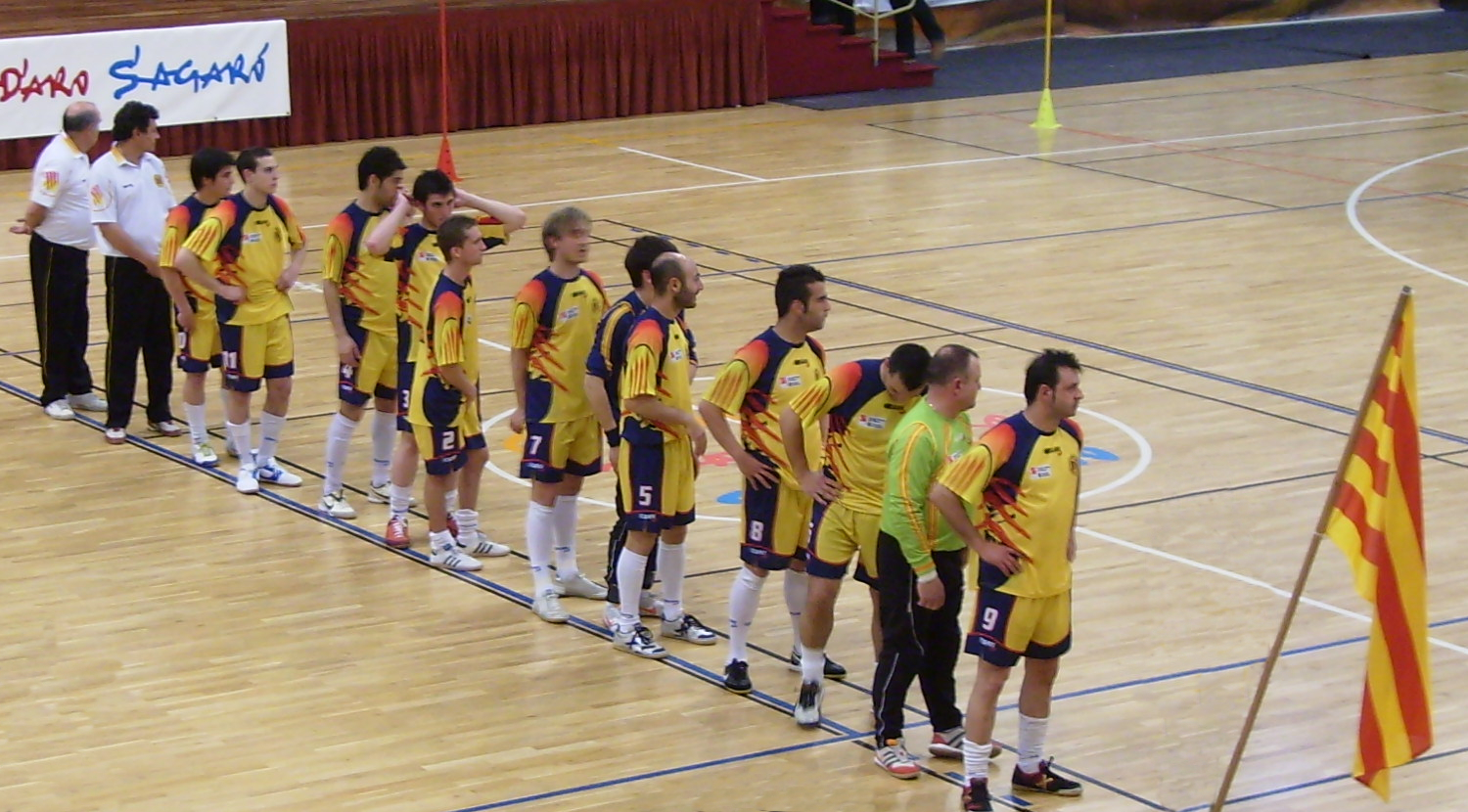
Sélection de Catalogne en 2009

## Palmarès
Futsal aux Jeux mondiaux
- 2013 : 9e[6]

Championnat du monde de futsal seniors hommes
- 2007 : 13e
- 2011 : 7e

Coupe du Monde de futsal AMF
- 2007 : 6e

Championnat d'Europe Hommes Seniors UEFS
- 2004 : 7e
- 2006 :  2e
- 2008 : 8e
- 2010 : 6e
- 2012 : 4e
- 2014 :  3e

## Matchs
| Championnat d'Europe Hommes Seniors UEFS 2004 |           |           |           |             |
| Date                                          | Victoire  | Défaite   | Résultat  | Hote        |
| 24 novembre 2004                              | Arménie   | Catalogne | 7-6       | Biélorussie |
| 25 novembre 2004                              | Ukraine   | Catalogne | 5-4       | Biélorussie |
| 26 novembre 2004                              | Catalogne | Russie    | 3-2       | Biélorussie |
| 27 novembre 2004                              | Catalogne | Norvège   | 3-3 (3-2) | Biélorussie |

| Championnat d'Europe Hommes Seniors UEFS 2006 |           |                     |           |           |
| Date                                          | Victoire  | Défaite             | Résultat  | Hote      |
| 28 novembre 2006                              | Catalogne | Sainte-Hélène (île) | 3-3       | Catalogne |
| 30 novembre 2006                              | Catalogne | Italie              | 5-1       | Catalogne |
| 1 décembre 2006                               | Catalogne | Pays basque         | 1-0       | Catalogne |
| 2 décembre 2006                               | Catalogne | Belgique            | 3-3 (3-2) | Catalogne |
| 3 décembre 2006                               | Russie    | Catalogne           | 3-1       | Catalogne |

| Coupe du Monde de futsal AMF 2007 |           |           |          |        |
| Date                              | Victoire  | Défaite   | Résultat | Hote   |
| 11 juin 2007                      | Catalogne | Espagne   | 5-3      | Russie |
| 12 juin 2007                      | Argentine | Catalogne | 4-2      | Russie |
| 16 juin 2007                      | Paraguay  | Catalogne | 8-0      | Russie |
| 17 juin 2007                      | Catalogne | Israël    | 7-5      | Russie |

| Championnat du monde de futsal seniors hommes 2007 |           |           |          |           |
| Date                                               | Victoire  | Défaite   | Résultat | Hote      |
| 1 septembre 2007                                   | Équateur  | Catalogne | 5-2      | Argentine |
| 2 septembre 2007                                   | Catalogne | Chili     | 7-7      | Argentine |
| 3 septembre 2007                                   | Paraguay  | Catalogne | 6-1      | Argentine |

| Championnat d'Europe Hommes Seniors UEFS 2008 |             |           |          |          |
| Date                                          | Victoire    | Défaite   | Résultat | Hote     |
| 20 mars 2008                                  | Belgique    | Catalogne | 2-1      | Belgique |
| 21 mars 2008                                  | Biélorussie | Catalogne | 6-3      | Belgique |
| 22 mars 2008                                  | Catalogne   | France    | 2-2      | Belgique |
| 23 mars 2008                                  | Ukraine     | Catalogne | 4-3      | Belgique |
| 24 mars 2008                                  | Norvège     | Catalogne | 5-4      | Belgique |

| Championnat d'Europe Hommes Seniors UEFS 2010 |             |           |          |        |
| Date                                          | Victoire    | Défaite   | Résultat | Hote   |
| 4 mai 2010                                    | Tchéquie    | Catalogne | 3-1      | Russie |
| 6 mai 2010                                    | Biélorussie | Catalogne | 4-0      | Russie |
| 7 mai 2010                                    | Catalogne   | Israël    | 5-1      | Russie |
| 8 mai 2010                                    | Lettonie    | Catalogne | 4-3      | Russie |

| Championnat du monde de futsal seniors hommes 2011 |           |           |          |          |
| Date                                               | Victoire  | Défaite   | Résultat | Hote     |
| 16 mars 2011                                       | Catalogne | Canada    | 4-3      | Colombie |
| 17 mars 2011                                       | Pérou     | Catalogne | 5-2      | Colombie |
| 18 mars 2011                                       | Catalogne | Uruguay   | 7-2      | Colombie |
| 20 mars 2011                                       | Argentine | Catalogne | 7-0      | Colombie |

| Championnat d'Europe Hommes Seniors UEFS 2012 |           |                         |          |             |
| Date                                          | Victoire  | Défaite                 | Résultat | Hote        |
| 15 mai 2012                                   | Catalogne | Équipe d’Ossétie du Sud | 2-0      | Biélorussie |
| 16 mai 2012                                   | Catalogne | Russie                  | 2-2      | Biélorussie |
| 17 mai 2012                                   | Catalogne | Norvège                 | 3-2      | Biélorussie |
| 18 mai 2012                                   | Tchéquie  | Catalogne               | 2-1      | Biélorussie |
| 19 mai 2012                                   | Russie    | Catalogne               | 4-1      | Biélorussie |

| Futsal aux Jeux mondiaux 2013 |           |           |          |          |
| Date                          | Victoire  | Défaite   | Résultat | Hote     |
| 26 juillet 2013               | Colombie  | Catalogne | 10-3     | Colombie |
| 27 juillet 2013               | Catalogne | Australie | 5-3      | Colombie |
| 28 juillet 2013               | Brésil    | Catalogne | 4-2      | Colombie |

| Championnat d'Europe Hommes Seniors UEFS 2014 |             |             |          |                    |
| Date                                          | Victoire    | Défaite     | Résultat | Hote               |
| 19 mai 2014                                   | Russie      | Catalogne   | 3-1      | République tchèque |
| 20 mai 2014                                   | Catalogne   | Pays basque | 3-2      | République tchèque |
| 21 mai 2014                                   | Catalogne   | Slovaquie   | 3-2      | République tchèque |
| 22 mai 2014                                   | Biélorussie | Catalogne   | 2-0      | République tchèque |
| 23 mai 2014                                   | Catalogne   | Russie      | 2-1      | République tchèque |